# Серце не камінь (фільм)
«Серце не камінь» (рос. «Сердце не камень») — радянський двосерійний телефільм 1989 року, знятий режисером Леонід Пчолкін на Творчому об'єднанні «Екран».

## Сюжет
Телефільм за однойменною п'єсою О. М. Островського. У багатому купецькому будинку, немов птах у клітці, нудиться молода красуня Віра Пилипівна. У 15 років вона вийшла заміж за багатія Каркунова. Любові Віра Пилипівна до чоловіка не мала, але, будучи порядною панночкою, була йому вірною дружиною. Тепер, коли дні Потапа Потапича пораховані, хитрий і підступний прикажчик Ераст плете інтригу навколо Віри Пилипівни, намагаючись зганьбити її в очах чоловіка, щоб заволодіти чималим капіталом. Крім нього, в будинку Потапа Потапича постійно виникають сумнівні особистості: сварливі кумушки, приживалки і розбійні люди.

## У ролях
- Інокентій Смоктуновський — Потап Потапич Каркунов, багатий купець, старий
- Олена Яковлєва — Віра Пилипівна
- Олег Табаков — Ісай Данилич Халімов, підрядник, кум Каркунова
- Наталія Гундарева — Аполінарія Панфілівна Халімова
- Станіслав Садальський — Костянтин Лукич Каркунов
- Марія Смоктуновська — Ольга Дмитрівна
- Андрій Ташков — Ераст, прикажчик Каркунова
- Антоніна Дмитрієва — Огурівна
- В'ячеслав Невинний — Інокентій, мандрівник
- Юрій Медведєв — епізод
- Андрій Рапопорт — епізод
- Ю. Шахов — епізод
- І. Горяченков — епізод
- О. Горяченков — епізод
- В. Вилимович — епізод
- Ігор Водоп'янов — епізод
- Віктор Титов — епізод
- Юрій Сучков — епізод
- А. Корнілов — епізод
- А. Трофімов — епізод
- Олександр Дубина — епізод
- Світлана Кузьміна — епізод
- Маріанна Катаєва — епізод
- Ігор Санніков — епізод
- Алла Саннікова — епізод
- Валерія Войченко — епізод
- Олексій Дроздов — епізод

## Знімальна група
- Режисер — Леонід Пчолкін
- Сценарист — Майя Темякова
- Оператор — Валентин Халтурін
- Композитор — Андрій Ешпай
- Художник — Володимир Ликов